# Duartina nos Jogos Regionais 2009
Nos Jogos Regionais 2009, em Pirassununga, Duartina foi a 17.ª colocada no quadro de medalhas e a 24.ª colocada na classificação geral da 2.ª Divisão com 2 medalhas de ouro, 5 medalhas de prata e 4 medalhas de bronze.

## Medalhas
| Atleta | Prova                    | Classificação |
| --- | ------------------------ | ------------- |
| José Lucas Ferrarezzi | Natação: 200m peito      | Ouro          |
| Fernando Lisboa | Atletismo: 10.000m rasos | Ouro          |
| João Pacheco de Almeida Prado Filho                                                                                                   | Natação: 200m peito      | Prata         |
| Emanoel Messias Pereira Roldão Júnior                                                                                                 | Natação: 1500m livre     | Prata         |
| José Lucas Ferrarezzi | Natação: 50m peito       | Prata         |
| José Lucas Ferrarezzi, João Pacheco de Almeida Prado Filho, Maike Shoiti Utiyama, Paulo Henrique Pinto                                | Natação: 4x100m livre    | Prata         |
| Fernando Lisboa | Atletismo: 5.000m rasos  | Prata         |
| José Lucas Ferrarezzi | Natação: 100m peito      | Bronze        |
| José Matheus Bertinotti do Carmo | Natação: 200m livre      | Bronze        |
| José Matheus Bertinotti do Carmo, Paulo Henrique de Oliveira Nunes, Jefferson Benetti Carvalho Pinto, Jose Francisco Caldeira Maranho | Natação: 4x200m livre    | Bronze        |
| Henrique Caetano da Costa Garla, Bruno Eduardo Gonçalves                                                                              | Tênis                    | Bronze        |